# Таунер, Ральф
Ральф Та́унер (Ralph Towner) (род. 1 марта 1940, Шехейлис, штат Вашингтон) — американский гитарист, пианист и композитор. Музыку Таунера условно причисляют к джазу, фьюжн, третьему течению, хотя она несводима полностью ни к одному из этих стилевых направлений.

## Очерк биографии
Таунер родился в семье музыкантов. Учился игре на классической гитаре у Карла Шайта (Scheit) в Вене (1963–64). В 1966 году окончил музыкальный факультет Университета штата Орегон как композитор (класс Х. Келлера). В 1967–1970 годах играл в «Консорте Пола Уинтера» (экспериментальный джаз).
В 1970 году Таунер с коллегами основал инструментальный ансамбль «Орегон», первый альбом «Music of another present era» выпущен в 1972. Для ансамбля он сочинял музыку, в студийных альбомах «Out of the woods» (1978), «Crossing» (1985) и «Ecotopia» (1987), концертном альбоме «In concert» (1975) и других выступил как «мультиинструменталист» (так его называли критики): помимо гитары, играл на корнете, фортепиано, электронных клавишных инструментах.
С 1973 года (альбом «Diary») Таунер выпускал также диски под сольным брендом, в том числе «Solstice» (1975), «Solstice. Sound and shadows» (1977; оба диска — с Яном Гарбареком, Эберхардом Вебером и Йоном Кристенсеном), «Blue sun» (1983; здесь он исполнил, используя метод многократного наложения, все инструментальные партии), «City of eyes» (с участием трубача Марка Штокхаузена, 1989), «My foolish heart» (2017; посвящён Биллу Эвансу). С середины 1990-х в сольных альбомах перестал использовать электронные инструменты, их тематические программы содержат почти исключительно акустические композиции на классической (также 12-струнной) гитаре.
Концертировал и записывался со многими известными джазовыми музыкантами и коллективами, среди которых (кроме уже упомянутых) – ансамбль «Weather Report» (в альбоме «I sing the body electric» [1972] исполнил большое вводное соло в пьесе «The Moors»), гитаристы Ларри Корьелл, Джон Аберкромби и Эгберту Жисмонти (Gismonti), вибрафонисты Гэри Бёртон и Майк Мейньери, ударники Джек Деджонетт и Питер Эрскин, контрабасист Гэри Пикок. В составе ансамбля «Орегон» гастролировал в США и Европе, выступал в нью-йоркском Карнеги-холле (1979, 1980),  в Берлинской филармонии и в Моцартовском зале венского Концертхауса. В 1999 году в Москве с Большим симфоническим оркестром им. П. И. Чайковского записал оркестровые аранжировки своих хитов (альбом «Oregon in Moscow», 2000).

## Творческий стиль
Собственную музыку Таунера условно причисляют к джазу, хотя она содержит элементы разных стилей (в том числе присущих академической музыке) и несводима полностью ни к одному из них. В своих композициях Таунер широко использовал технику минимализма, в том числе короткие остинатные ритмоформулы и протяжённые органные пункты, при том что присущие джазу блюзовые ноты отсутствуют, как отсутствует и опора на блюзовую форму. В такой стилистике выдержаны весь альбом «Blue sun», трек «Cascades» в альбоме «City of eyes», трек «Ecotopia» из одноимённого альбома «Орегона». Пьеса «The rapids» (из альбома «Oregon», 1983) представляет собой в сущности один органный пункт на тонике, на фоне которого разрабатывается (путём перегармонизации и квази-импровизационных подголосков) короткий остинатный мотив. «The templars» (2000) можно рассматривать как артефакт третьего течения — стилизации классической (барочной) фуги здесь сочетаются с джазовыми стилевыми шаблонами. 
Гармония в музыке Таунера носит колористический характер — именно в этой парадигме он не использовал альтерированные «джазовые» аккорды и, наоборот, внедрял никуда не тяготеющие квартаккорды и другие нетерцовые созвучия с мягкими диссонансами. В целом (за редкими исключениями, как в пьесе «City of eyes» из одноимённого альбома, 1989) Таунер не выходил за пределы расширенной мажорно-минорной тональности с модализмами. В такой же колористической манере выдержана его инструментовка (в период до середины 1990-х годов), в которой электронное звучание (например, любимого им синтезатора Prophet-5) хорошо сбалансировано с акустическим.

## Дискография
Примечание. В список включены альбомы, брендированные как сольные альбомы Таунера. Альбомы, где Таунер записывался в составе «Орегона», см. в статье Oregon.
- Diary (ECM, 1974)
- Solstice (+ Jan Garbarek, Eberhard Weber; ECM, 1975)
- Solstice: Sound and Shadows (+ Jan Garbarek, Eberhard Weber; ECM, 1977)
- Batik (ECM, 1978)
- Old Friends, New Friends (ECM, 1979)
- Solo Concert (записи с концертов; ECM, 1980)
- Blue Sun (ECM, 1983)
- City of Eyes (+ Markus Stockhausen; ECM, 1989)
- Open Letter (+ Peter Erskin; ECM, 1992)
- Lost and Found (ECM, 1996)
- Ana (ECM, 1997)
- Anthem (ECM, 2001)
- Time Line (ECM, 2006)
- My Foolish Heart (ECM, 2017)